# Pia Sarnes
Pia Sarnes (* 3. Januar 2001 in Malsch) ist eine deutsche Synchronschwimmerin, die für den SSC Karlsruhe antritt.

## Laufbahn

### Juniorenbereich
Pia Sarnes trainiert Synchronschwimmen seit sie fünf Jahre alt ist. Im Jahr 2016 war sie Siegerin in der Kategorie Solo der Baden-Württembergischen-, Süd- und Deutschen Meisterschaften ihrer Altersklasse (B) und nahm für Deutschland an internationalen Wettkämpfen wie dem Comen Cup in Israel teil. Für Deutschland war sie bei der Jugend-Europameisterschaft in Rijeka und bei der Junioren-WM 2016 in Kasan am Start, wo sie im Team einen 21. Platz erreichte. Bei den Jugend-Weltmeisterschaften 2017 in Budapest platzierte sie sich mit dem Team auf Rang 13.

### Seniorenbereich
Seit 2018 startet Sarnes im Seniorenbereich und nahm bei den Schwimmeuropameisterschaften 2018 in Glasgow im Team-Wettbewerb teil.